# 成城学園水道利用組合

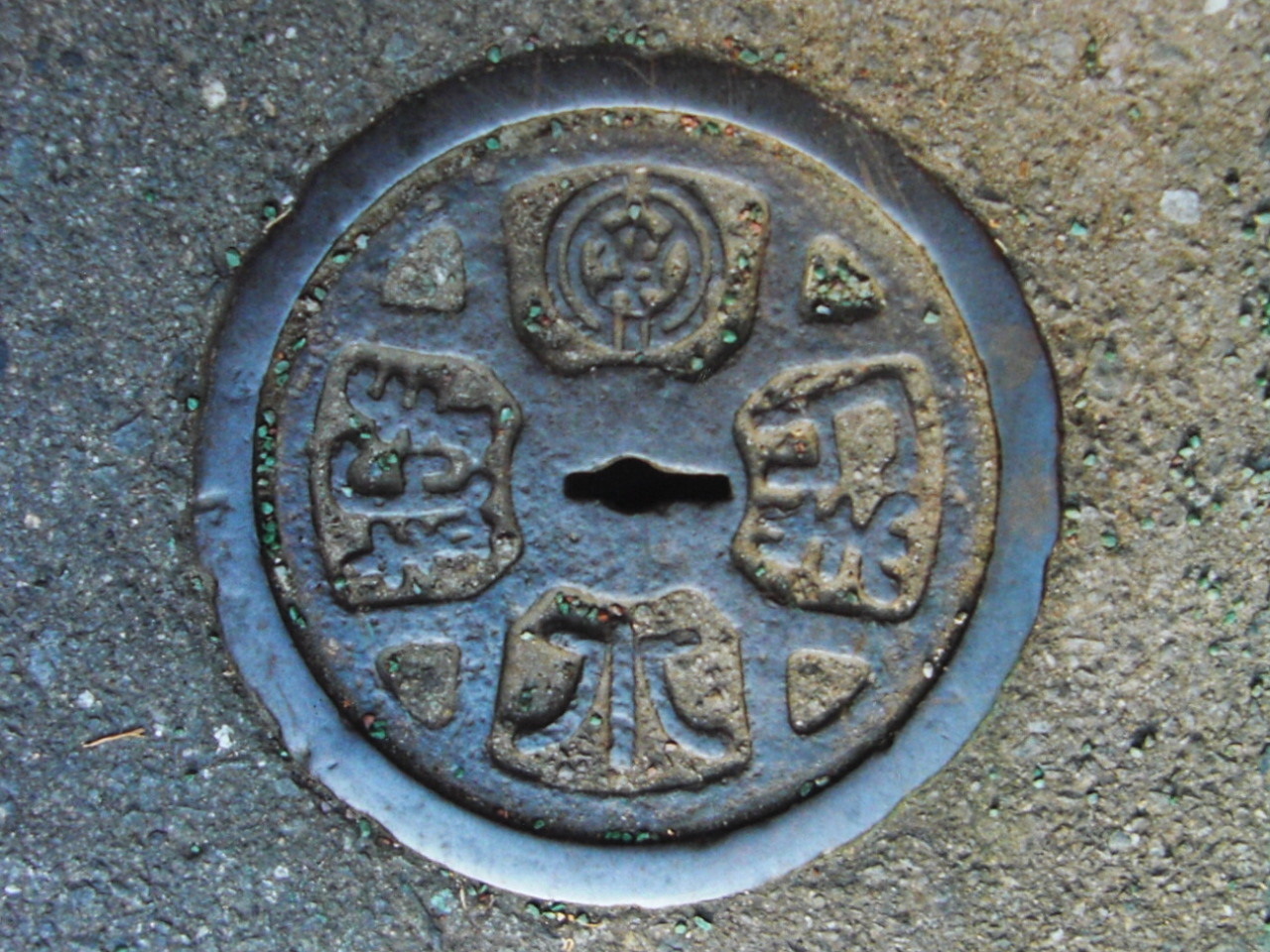
成城学園水道利用組合の制水弁蓋

成城学園水道利用組合（せいじょうがくえんすいどうりようくみあい）は、東京都（1943年9月までは東京府東京市）世田谷区成城町（1936年9月までは東京府北多摩郡千歳村および砧村、現在の世田谷区成城）に給水していた水道会社である。1945年（昭和20年）4月1日に東京都に買収され、都営水道の一部となった。「成城学園水道購買組合」や「成城学園水道購買利用組合」との表記もみられる。

## 概要
それまで林や藪が広がっていた成城では成城学園の移転に伴って付近の分譲が開始されることとなり、その給水のために1925年（大正14年）6月に成城学園水道購買組合が創設された。その後1928年（昭和3年）4月1日に法人化して有限責任成城学園水道利用組合となった。設立時は自社の井戸から給水していたが、1933年（昭和8年）2月より日本水道より浄水の分譲を受けている。
千歳村と砧村が東京市へ編入することが議決された頃から当組合は直ちに市営水道への併合を希望したが実現には至らなかった。その後、1945年（昭和20年）4月1日に日本水道が買収される際に同時に買収され、都営水道の一部となった。

## 給水地域
- 千歳村
- 砧村